# VP8
VP8 est un format de compression vidéo ouvert appartenant à Google et créé par On2 Technologies pour remplacer VP7, son prédécesseur. Il a été annoncé le 13 septembre 2008.
Réalisé à l'origine dans un format propriétaire, il a été racheté par Google qui en a fait un format ouvert le 19 mai 2010 dans le cadre du projet WebM. Il est techniquement très proche du format H.264, qui lui n'est pas libre de droits.
Il est également utilisé dans le format d'image WebP.

## VP8 et H.264
Le remplacement éventuel de H.264 par VP8 (lié à celui de MP4 par WebM) reste un sujet de discussion. Le site streamingmedia.com propose à cet égard une réponse bien diplomatique :
« VP8 is now free, but if the quality is substandard, who cares? Well, it turns out that the quality isn't substandard, so that's not an issue, but neither is it twice the quality of H.264 at half the bandwidth »
— Jan Ozer
  , 

« VP8 est maintenant gratuit, mais si la qualité est négligeable, quelle importance ? Eh bien, il s'avère que la qualité n'est pas négligeable, donc ça n'est pas un problème, mais elle ne vaut pas non plus le double de la qualité du H.264 pour la moitié de la bande passante. »
— 

## Rachat par Google
Peu après le rachat de On2 par Google, en février 2010, la Free Software Foundation a écrit une lettre ouverte à Google pour demander de diffuser VP8 sous licence libre et de l'utiliser sur le site de partage de vidéo YouTube, ce que Google fait le 19 mai 2010 en annonçant lors du Google I/O 2010 et l'intègre au projet WebM sous licence Creative Commons paternité (CC-by) avec une implémentation sous licence BSD.

## Utilisation dans des logiciels
La version Windows de Skype 5.5 utilise VP8 pour la communication entre 2 personnes ou en conférences multiple. Après le rachat par Microsoft le codec a été abandonné .
Proposé au W3C comme codec vidéo (au sein de WebM), pour la balise <video>, il peut donc être lu par les navigateurs prenant en charge ce format (Firefox, Google Chrome, Opera, Internet Explorer 9 ou plus avec un composant additionnel).
Jitsi peut réaliser des vidéos s'appuyant sur ce codec depuis sa version 2.0 .
Le système Android lit ce codec dans le format WebM depuis sa version 2.3 . La version 4.0 offre la possibilité de l'utiliser en flux de vidéo continu (streaming). Le Nexus 5 basé sur la version 4.4 d'Android peut encoder et décoder matériellement ce codec.
La clé Chromecast peut décoder matériellement du VP8 ou du H264.
Le service de messagerie instantanée Google Hangouts utilise depuis août 2013 ce codec.
Le protocole Tox utilise VP8 pour la transmission vidéo.

## Utilisation dans les protocoles
Le protocole XMPP travaille à son intégration du fait de son absence de brevets . Le projet WebRTC pense aussi à son intégration. En novembre 2013, aucun consensus entre H264 et VP8 ne s'était dégagé.